# Ogni cuore umano
Ogni cuore umano (Any human heart) è un romanzo di William Boyd del 2002. L'autore ha realizzato anche la sceneggiatura per la versione televisiva andata in onda su Channel 4 nel 2010.

## Trama
La storia è il diario di Logan Gonzago Mountstuart un dandy inglese (ma nato a Montevideo nel 1906 da padre inglese e madre uruguayana) vissuto durante il secolo scorso. L'uomo partecipa alla sua maniera ad alcuni degli eventi più importanti del secolo, interloquendo con personaggi reali.
Negli anni trenta frequenta Cyril Connolly e Virginia Woolf. Quindi si trasferisce a Parigi dove conosce James Joyce, Picasso ed Ernest Hemingway che lo portano a diventare un combattente nella Guerra di Spagna. Durante la Seconda Guerra Mondiale è arruolato da Ian Fleming nel Servizio Segreto della Marina Britannica ed è spedito in Portogallo e alle Bahamas a seguire il Duca e la Duchessa di Windsor.
Al termine della guerra entra in una lunga depressione personale. Negli anni sessanta lavora per gallerie d'Arte e conosce artisti come Willem de Kooning e Jackson Pollock. Negli anni settanta si trova addirittura a diventare, a sua insaputa, un corriere della Baader-Meinhof.

## Edizioni
- William Boyd, Ogni cuore umano, Neri Pozza, 2002,  p. 607, ISBN 88-7305-965-1.